# Барановский, Герман Алексеевич
Ге́рман Алексе́евич Барано́вский (15 августа 1926, Каменец-Подольский — 16 марта 2007) — советский специалист в области радиосвязи, кандидат технических наук (1980), лауреат Государственной премии СССР.

## Биография
Родился в семье агронома. В 1933 году семья переехала в Житомир. Учился в средней школе в Житомире. С сентября 1941 года продолжал обучение в поселке Башанта Калмыцкой АССР, куда эвакуировалась семья Барановских. После окончания девятого класса работал на разных работах в сельском хозяйстве. Из-за оккупации немцами посёлка школу не окончил.
После оккупации ушел добровольцем в армию в марте 1943 года. На фронте был тяжело ранен и в январе 1944 года вернулся к матери, которая работала в Башанте. Сразу приступил к работе в местном районном комитете комсомола инструктором.
Летом в 1944 году сдал экзамены за среднюю школу экстерном и в сентябре поступил в Московский институт инженеров связи, который окончил летом 1949 года.
Работал в Московском научно-исследовательском институте № 885 (ныне Научно-исследовательский институт приборов). Начинал техником, в 1948 году стал начальником лаборатории.
Далее работал на заводе № 285 (ныне Харьковский приборостроительный завод имени Тараса Шевченко). С 1956 года был на этом заводе главным конструктором.
С 1959 года начальник комплекса — главный конструктор Харьковского особого конструкторского бюро № 692 (ныне ОАО «ХАРТРОН»).
С 1968 года директор Украинского филиала научно-исследовательского института измерительной техники (ныне АО «НИИ измерительной техники», Харьков).
С 1986 года — ведущий научный сотрудник научно-исследовательского института радиотехнических измерений (НИИРИ).
С 2003 г. на пенсии.
Умер 16 марта 2007 года. Похоронен в Харькове.

## Научная деятельность
Направления научной деятельности Барановского: разработка, производство, внедрение систем радиотехнического управления и траектории измерений полета во время летных испытаний баллистических и крылатых ракет.
С 1948 года — участник разработки радиомаяков и систем полного радиоуправления для баллистических ракет дальностью полета от 600 до 7000 км.
Все научные труды засекречены.
Автор воспоминаний «Перейдена нива» (Харьков, 2001).
Автор публикаций в периодике по истории отечественной ракетной техники.

## Премии, награды, звания
1983 — Государственная премия СССР в области науки и техники за создание специальной радиосистемы (в составе авторского коллектива).
Государственные награды СССР за производственные достижения и участие в войне — пять орденов, медаль «За отвагу» и другие медали.
Почетные звания: почетный радист СССР, ветеран космической отрасли Украины.